# سقف السيل

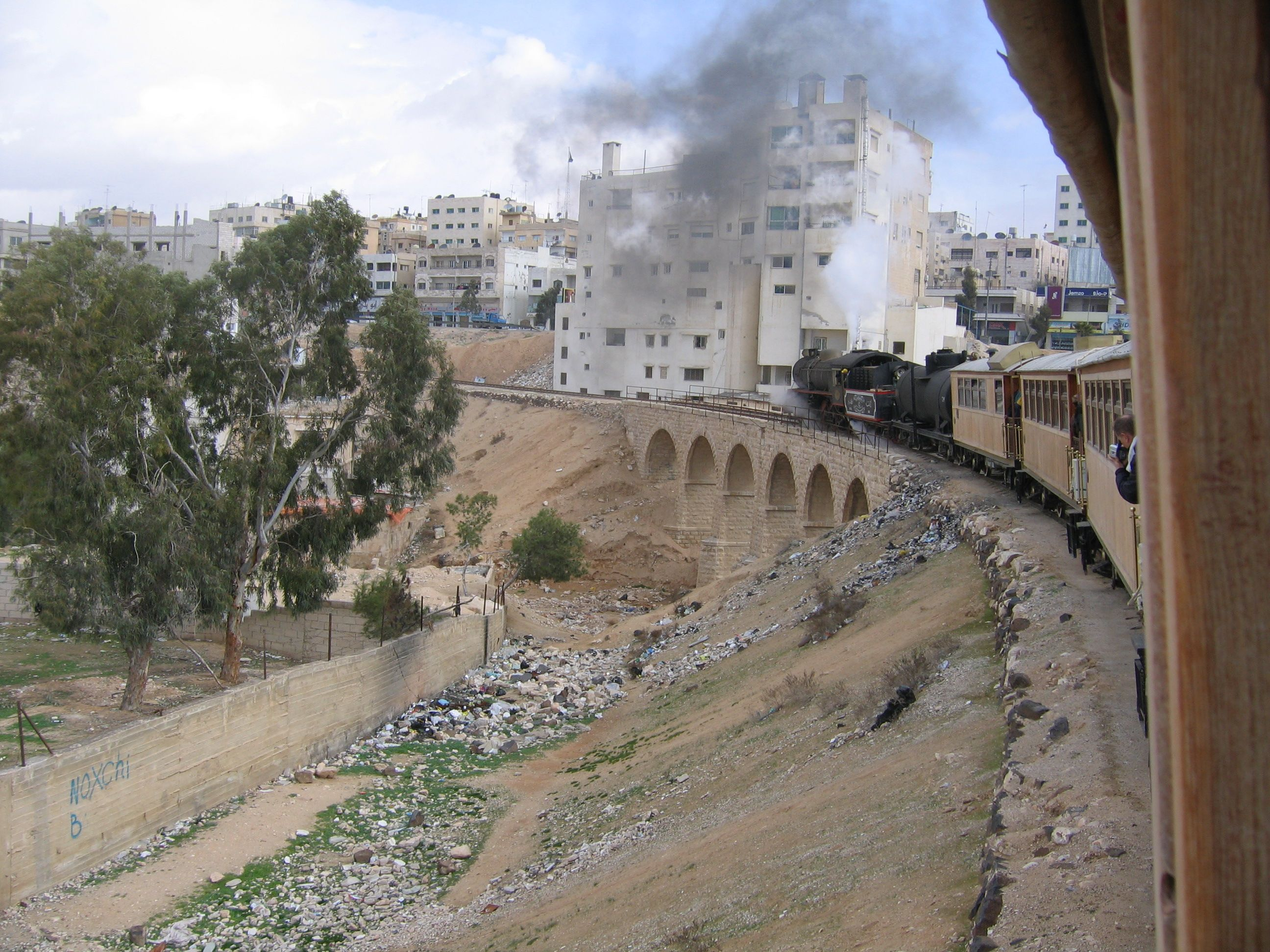
السيل بالقرب من مدينة الزرقاء

سقف السيل وهو جزء من وسط مدينة عمّان الذي كان في السابق سيل عمان الذي تم تسقيفه نظرا لجفاف مياهه قبل عشرات العقود. يمتد السيل شرقا إلى مدينة الزرقاء حيث يدعى هناك بسيل الزرقاء. السيل فقط قبل أن يجف ويتلاشى وتنضب مياهه كان أحد مصادر المياه في مدينة عمان، لكن مع مرور الايام وازدياد عدد السكان بشكل كبير انطوت أخر صفحات النديات من نهير عمّان الوحيد.
كان سيل عمان يشكل واحد من الممران الرئيسيان المتقاطعان في عمان أيام العصر الروماني. حيث كان يمر من امام سبيل الحوريات والمسرح الروماني في وسط عمان. حيث كانت تلك المنطقة تتميز بنظام صرف صحي روماني متطور في تلك الايام.